# Neolucanus marginatus similis
Neolucanus marginatus similis es una subespecie de coleóptero de la familia Lucanidae.

## Distribución geográfica
Habita en República Popular Laos.